# 25930 Spielberg
25930 Spielberg è un asteroide della fascia principale. Scoperto nel 2001, presenta un'orbita caratterizzata da un semiasse maggiore pari a 2,2754934 UA e da un'eccentricità di 0,1777183, inclinata di 3,96705° rispetto all'eclittica.